# سامانه پدافند هوایی ۱۵ خرداد
سامانهٔ پدافند هوایی ۱۵ خرداد یک سامانهٔ پدافند هوایی ساخته شده توسط سازمان صنایع هوافضا وابسته به وزارت دفاع و پشتیبانی نیروهای مسلح جمهوری اسلامی ایران است که این سامانه نسخه ارتقا یافته سامانه موشکی تلاش است.
سامانه ۱۵ خرداد یک سامانه پدافندی میانبرد است که در خرداد سال ۱۳۹۸ توسط امیر حاتمی وزیر دفاع رونمایی شد.
این سامانه توانایی درگيری مؤثر با اهداف هوايی با قابليت‌های پدافندی بالا مانند هواپيماهای شناسايی، بمب افكن‌ها و جنگنده‌های تاكتيكی را داراست. این سامانه همچنین توانایی کشف و درگیری اهداف کروز در ناحیه کشندگی سامانه سلاح را دارا است. یکی دیگر از ویژگی های مهم این سامانه تاکتیکی بودن و تحرک پذیری بالای این سامانه می‌باشد به طوری که تنها با یک رادار عمل کشف و رهگیری را همزمان انجام می‌دهد و به نوعی سامانه ای با کمترین اجزا می‌باشد. از دیگر ویژگی‌های این سامانه سرعت عکس العمل این سامانه می‌باشد به طوری که در زمان پنج دقیقه قابلیت عملیاتی پیدا می‌کند که درسطح سامانه های روز دنیا اس ۳۰۰ می‌باشد. از دیگر اقداماتی که در این سامانه انجام شده شاید در مرحله اول اقدام مثبتی به نظر بیاید یکسان بودن پست فرماندهی و کامیون رادار می‌باشد این کار شاید در نگاه اول این طور نمود پیدا کند که تحرک سامانه بیشتر شده و یکپارچه سازی بیشتر انجام گرفته ولی این کار یک عیب بزرگ نیز دارد و آن زمانی است که از موشک ضد رادار برای سرکوب رادار استفاده شود یعنی اگر رادار منهدم شود پست فرماندهی هم از بین خواهد رفت درواقع پست فرماندهی و رادار تبدیل به هدف می‌شوند.

## امکانات
سامانه 15 خرداد می‎‌تواند اهدافی نظیر جنگنده و پهپادهای مهاجم را در برد 150 كيلومتر شناسايي و تا برد 120 كيلومتر ردگيري نمايد و توانايي شناسايي اهداف پنهان‌کار در برد 85 كيلومتر و درگیری و انهدام آن‌ها را در برد 45 كيلومتری را دارا می‌باشد . سامانه پدافند هوایی “15 خرداد” قادر است تعداد 6 هدف را به‌طور همزمان شناسايي و ردگيري نموده و عليه 6 هدف عمليات شلیک و انهدام را انجام دهد . از ديگر ويژگي‌هاي بارز اين سامانه سلاح قابليت تحرك پذيري آن مي‌باشد، بگونه‌اي كه زمان حاضر به جنگ و عملیاتی شدن آن کمتر از 5 دقیقه است .اين سامانه مجهز به رادار آرايه ‌فازي با امکان درگیری همزمان با چند هدف و سکوهای پرتاب مستقل مي‌باشد یکی از مزیت های خوب این سامانه امکان لود و استفاده از دو نوع موشک مختلف با بردهای مختلف در یک پرتابگر هست به طوری که همزمان توان لود و پرتاب موشک صیاد دو با برد ۷۵ کیلومتر و صیاد ۳ با برد ۱۲۰ کیلومتر میباشد استفاده از چند نوع مهمات از یک سامانه باعث صرفه جویی در هزینه ها می‎‌شود یعنی شما می‌توانید بسته به نوع تهدید و همچنین امکان کشف و رهگیری در فاصله مشخص از مهمات خاصی استفاده کنید در سامانه های روسی مثل ویتاژ و اس ۴۰۰ شاهد این قضیه هستیم البته در سامانه های ساخت داخل هم به این موضوع پرداخته شده به عنوان مثال دیگر سامانه سوم خرداد که می‌تواند چند نوع مهمات من جمله موشک‌های طائر با برد پنجاه کیلومتر و نوع ارتقا یافته آن با برد ۱۰۵ کیلومتر را لانچ کند همچنین امکان لود و لانچ موشک صیاد دو با برد هفتاد و پنج کیلومتر و نهم دی با برد سی کیلومتر از این سامانه فراهم شده است. رادار سامانه ۱۵ خرداد، نجم-۸۰۴B نام دارد و توان درگیری همزمان با ۶ هدف را داراست.